# Куптур
Куптур (мар. Куптӱр — край болота) — деревня в Медведевском районе Марий Эл Российской Федерации. Входит в состав Шойбулакского сельского поселения.
Численность населения — 45 человек (2014 год).

## География
Деревня располагается в 8 км от административного центра сельского поселения — села Шойбулак, на левом берегу реки Ошлы, на возвышенном месте.

## История
Поселение впервые упоминается в 1839 году. В метрических книгах Спасской церкви села Цибикнур деревня упоминается как Поланур-Куптур. В 1919 году с приходом Светской власти в деревне была создана трудовая артель, занимавшаяся лесозаготовками.
В 1931 году в деревне создали колхоз «У энер» («Новая река»), в 1935 году построили животноводческую ферму. После укрупнения в 1960 году «У энер» вошёл в состав колхоза «За коммунизм», а затем — в совхоз «Шойбулакский».

## Население
| 2010 | 2011 | 2012 | 2013 | 2014 |
| ---- | ---- | ---- | ---- | ---- |
| 42   | →42  | ↘40  | ↗45  | →45  |

Национальный состав на 1 января 2014 г.:
| Национальность | Численность, чел. | Доля    |
| -------------- | ----------------- | ------- |
| всего          | 45                | 100,0 % |
| Марийцы        | 39                | 86,7 %  |
| Русские        | 5                 | 11,1 %  |
| Татары         | 1                 | 2,2 %   |

## Описание
Улично-дорожная сеть деревни и просёлочная дорога к селу Цибикнур имеют грунтовое покрытие.
Жители проживают в индивидуальных домах, не имеющих централизованного водоснабжения и водоотведения. Деревня газифицирована.